# 阿拜 (清朝)
阿拜（转写：Abai；1585年9月8日—1648年3月14日），清太祖努尔哈赤第三子。

## 生平
阿拜生于明朝万历十三年（1585年）八月十五，生母是庶妃兆佳氏。
天命十年（1625年），阿拜偕同塔拜、巴布泰討伐東海北路呼爾哈部，俘虜一千五百戶。回去時，努爾哈赤出城迎勞，授封牛錄章京之職。
天聰八年（1634年），授封為梅勒額真。崇德三年（1638年），授封為吏部承政。崇德四年（1639年），封為三等鎮國將軍。崇德六年（1641年），負責駐防錦州。崇德八年（1643年），以年老為理由，罷去承政之職。順治四年（1647年），進封為二等鎮國將軍。順治五年（1648年）二月廿一日病逝。順治十年（1653年）五月，朝廷追封為鎮國公，謚號為「勤敏」。

## 家族

### 子孫
阿拜有子七人，有爵位者三人，鞏安承襲阿拜爵位為三等鎮國將軍，其後進封為輔國公。干圖、灝善封為輔國公。鞏安及灝善的後人，皆以奉恩將軍世襲。
1. 鎮國將軍席特庫，母他塔喇氏[1]
2. 鈕望鑒，母他塔喇氏[1]
3. 奉恩將軍費雅三，母他塔喇氏[1]
4. 輔國介直公干圖，母佟佳氏[1]
5. 輔國懷儀將軍範圖，母佟佳氏[1]
6. 輔國公鞏安，母佟佳氏[1]
7. 輔國公灝善，母佟佳氏[1]

## 延伸阅读
[在维基数据编辑]
 《清史稿/卷217》，出自趙爾巽《清史稿》